# ベンジャミン・スミス・バートン

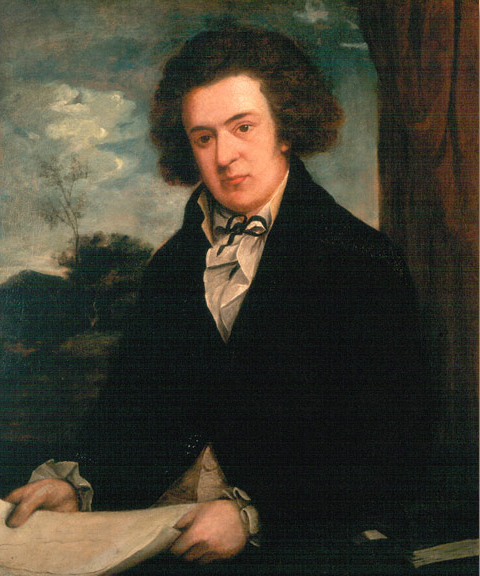
ベンジャミン・スミス・バートン

ベンジャミン・スミス・バートン（Benjamin Smith Barton、1766年2月10日 – 1815年12月19日）は、アメリカ合衆国の植物学者、博物学者、医師である。

## 生涯
父親はアイルランドから移住した牧師で、1751年にペンシルベニアのノリスタウンに学校を開いたトーマス・バートンで、母親は天文学者デービッド・リッテンハウスの妹であった。ペンシルベニアのヨーク・アカデミーで2年間学んだ後、フィラデルフィア・アカデミー（後のペンシルベニア大学）でベンジャミン・ラッシュらのもとで医学を学んだ。1785年に叔父のリッテンハウスが率いたペンシルベニアの西部地域の調査に参加し、この調査によってバートンはアメリカ原住民に興味を持ちつづけることになった。1786年にエディンバラ大学に進み2年間学んだ、経済的理由と教授との意見の違いから学位を得ることなく、フィラデルフィアに戻った。
1789年から医者を開業し、1790年にフィラデルフィア医学校の研究員になり、同じ年に、アダム・クーン（Adam Kuhn）の後を継いで、フィラデルフィア・アカデミーの博物学と植物学の教授となった。1791年にフィラデルフィア・アカデミーと医学校は統合されてペンシルベニア大学になった。1793年にアメリカ芸術科学アカデミーの会員に選ばれた。1796年の初めにサミュエル・グリフィッツ（Samuel Powel Griffitts）の後を継いで、Materia Medica（本草学）の教授になった。教授職にふさわしい博士号は1796年にキールのChristian-Albrechts大学から医学博士号を得た。1813年に、ベンジャミン・ラッシュの後をついて、医学理論、臨床医学の教授も兼任することになった。1798年から没するまで、ペンシルベニア病院で医師として働いた。
アメリカ合衆国やヨーロッパの博物学者と協力し、当時の重要な著作をした。1803年に『基礎植物学』（"Elements of botany"または "Outlines of the natural history of vegetables"）を出版し、アメリカ合衆国最初の植物学の教科書となった。著書のいくつかはウィリアム・バートラムが執筆に協力し、バートラムは『基礎植物学』の北アメリカの植物の図版を描いた。『フィラデルフィア医学雑誌』（"Philadelphia Medical and Physical Journal"）の編集を行い、1803年にアメリカ・リンネ協会を設立したが、リンネ協会は長く続かなかった。解剖学や動物学の分野では1796年に"Memoir Concerning the Fascinating Faculty Which Has been Ascribed to the Rattle-Snake"を著し、言語学の分野で、1803年に "Etymology of Certain English Words and on Their Affinity to Words in the Languages of Different European, Asiatic and American (Indian) Nations"を著し、アメリカ原住民の起源に関する"New Views of the Origin of the Tribes and Nations of America" (1797)も出版した。古生物学についての著書、"Observations on Some Parts of Natural History"もある。